# Zápas na Letních olympijských hrách 2016 – muži, volný styl do 125 kg
Zápasy v ve volném stylu na Letních olympijských hrách v Riu v kategorii supertěžkých vah mužů proběhly v hale Carioca Arena 2 v přilehlé části Ria de Janeira v Barra da Tijuca 20. srpna 2016.

## Finále
| finále        |            |
| ------------- | ---------- |
| Taha Akgül    | Taha Akgül |
| Kómejl Qásemí | Taha Akgül |

## Opravy / O bronz
Do oprav se dostali volnostylaří, kteří během turnaje v pavouku prohráli svůj zápas s jedním ze dvou finalistů.
| opravy          | opravy                   | o bronz           |                   |
| --------------- | ------------------------ | ----------------- | ----------------- |
| volný los       | Džargalsajchany Čulúnbat | Ibragim Sajidov   | Ibragim Sajidov   |
| volný los       | Džargalsajchany Čulúnbat | Ibragim Sajidov   | Ibragim Sajidov   |
|                 | Ibragim Sajidov          | Ibragim Sajidov   | Ibragim Sajidov   |
|                 |                          | Levan Berijanidze | Ibragim Sajidov   |
| Diaaeldin Kamal | Korey Jarvis             | Geno Petrijašvili | Geno Petrijašvili |
| Korey Jarvis    | Korey Jarvis             | Geno Petrijašvili | Geno Petrijašvili |
|                 | Geno Petrijašvili        | Geno Petrijašvili | Geno Petrijašvili |
|                 |                          | Tervel Dlagnev    | Geno Petrijašvili |

## Pavouk
|   | 1/32              | 1/16                     | čtvrtfinále       | semifinále        | finále        |
| - | ----------------- | ------------------------ | ----------------- | ----------------- | ------------- |
| A | volný los         | Taha Akgül               | Taha Akgül        | Taha Akgül        | Taha Akgül    |
| A | volný los         | Taha Akgül               | Taha Akgül        | Taha Akgül        | Taha Akgül    |
| A | volný los         | Džargalsajchany Čulúnbat | Taha Akgül        | Taha Akgül        | Taha Akgül    |
| A | volný los         | Džargalsajchany Čulúnbat | Taha Akgül        | Taha Akgül        | Taha Akgül    |
| A | volný los         | Ibragim Sajidov          | Ibragim Sajidov   | Taha Akgül        | Taha Akgül    |
| A | volný los         | Ibragim Sajidov          | Ibragim Sajidov   | Taha Akgül        | Taha Akgül    |
| A | volný los         | Daulet Shabanbay         | Ibragim Sajidov   | Taha Akgül        | Taha Akgül    |
| A | volný los         | Daulet Shabanbay         | Ibragim Sajidov   | Taha Akgül        | Taha Akgül    |
| B | volný los         | Teng Č'-wej              | Levan Berijanidze | Levan Berijanidze | Taha Akgül    |
| B | volný los         | Teng Č'-wej              | Levan Berijanidze | Levan Berijanidze | Taha Akgül    |
| B | volný los         | Levan Berijanidze        | Levan Berijanidze | Levan Berijanidze | Taha Akgül    |
| B | volný los         | Levan Berijanidze        | Levan Berijanidze | Levan Berijanidze | Taha Akgül    |
| B | volný los         | Florian Temengil         | Dániel Ligeti     | Levan Berijanidze | Taha Akgül    |
| B | volný los         | Florian Temengil         | Dániel Ligeti     | Levan Berijanidze | Taha Akgül    |
| B | volný los         | Dániel Ligeti            | Dániel Ligeti     | Levan Berijanidze | Taha Akgül    |
| B | volný los         | Dániel Ligeti            | Dániel Ligeti     | Levan Berijanidze | Taha Akgül    |
| C | volný los         | Džamaladdin Magomedov    | Tervel Dlagnev    | Tervel Dlagnev    | Kómejl Qásemí |
| C | volný los         | Džamaladdin Magomedov    | Tervel Dlagnev    | Tervel Dlagnev    | Kómejl Qásemí |
| C | volný los         | Tervel Dlagnev           | Tervel Dlagnev    | Tervel Dlagnev    | Kómejl Qásemí |
| C | volný los         | Tervel Dlagnev           | Tervel Dlagnev    | Tervel Dlagnev    | Kómejl Qásemí |
| C | volný los         | Robert Baran             | Robert Baran      | Tervel Dlagnev    | Kómejl Qásemí |
| C | volný los         | Robert Baran             | Robert Baran      | Tervel Dlagnev    | Kómejl Qásemí |
| C | volný los         | Aiaal Lazarev            | Robert Baran      | Tervel Dlagnev    | Kómejl Qásemí |
| C | volný los         | Aiaal Lazarev            | Robert Baran      | Tervel Dlagnev    | Kómejl Qásemí |
| D | Alan Zasejev      | Alan Zasejev             | Geno Petrijašvili | Kómejl Qásemí     | Kómejl Qásemí |
| D | Biljal Machov     | Alan Zasejev             | Geno Petrijašvili | Kómejl Qásemí     | Kómejl Qásemí |
| D | Geno Petrijašvili | Geno Petrijašvili        | Geno Petrijašvili | Kómejl Qásemí     | Kómejl Qásemí |
| D | Dimitar Kumčev    | Geno Petrijašvili        | Geno Petrijašvili | Kómejl Qásemí     | Kómejl Qásemí |
| D | Korey Jarvis      | Kómejl Qásemí            | Kómejl Qásemí     | Kómejl Qásemí     | Kómejl Qásemí |
| D | Kómejl Qásemí     | Kómejl Qásemí            | Kómejl Qásemí     | Kómejl Qásemí     | Kómejl Qásemí |
| D | Salim Trabulsi    | Diaaeldin Kamal          | Kómejl Qásemí     | Kómejl Qásemí     | Kómejl Qásemí |
| D | Diaaeldin Kamal   | Diaaeldin Kamal          | Kómejl Qásemí     | Kómejl Qásemí     | Kómejl Qásemí |